# Liste von Sturmgewehren
Sturmgewehr (StGw) ist eine Bezeichnung für relativ leichte und kompakte Mehrzweck-Militärgewehre, die waffentechnisch Maschinenkarabiner sind. Es handelt sich dabei um vollautomatische Schusswaffen, die Mittelpatronen verschießen. Diese Gewehrart ist bei den meisten Streitkräften als Standardbewaffnung der Infanterie eingeführt.

## Erklärungen zur Liste
Diese Liste erhebt keinen Anspruch auf Vollständigkeit, sie ist lediglich eine Übersicht der momentan (Stand: Dez. 2019) in der "Kategorie:Sturmgewehr" verfügbaren Beiträge.
- (1) Von der Typenbezeichnung abweichende militärische Bezeichnung
- (2) Konstrukteur (falls bekannt)
- (3) Weitere Nutzer, beziehungsweise Lizenznehmer (Auszüge / ohne Vollständigkeit)
- (4) Bei sehr weit verbreiteten Typen alternative Darstellung zur Einzelauflistung (Grafik)
- (5) Beginn (und gegebenenfalls Ende) der Produktion

## Liste von Sturmgewehren
| Name Mil. Bezeichnung (1)                                        | Land                                            | Bild              | Kaliber                                                       | Konstrukteur (2) Hersteller                                                                  | weitere Nutzerstaaten (3) Verbreitung (4) | Konstruktionsjahr / Zeitraum Produktionszeitraum (5) |
| ---------------------------------------------------------------- | ----------------------------------------------- | ----------------- | ------------------------------------------------------------- | -------------------------------------------------------------------------------------------- | --- | ---------------------------------------------------- |
| AEK-971                                                          | Sowjetunion Russland                            |                   | 5,45 × 39 mm 7,62 × 39 mm                                     | Stanislaw Iwanowitsch Kokscharow Degtjarjowwerk                                              | | 1978 1990 bis 2006                                   |
| AK-12 6P70                                                       | Russland                                        |                   | 5,45 × 39 mm                                                  | Michail Timofejewitsch Kalaschnikow Wladimir Slobin Konzern Kalaschnikow (ehemals Ischmasch) | Armenien Katar | 2011 2017 bis …                                      |
| AK-33 Awtomat Korowin                                            | Sowjetunion                                     |                   | 9 × 35 mm                                                     | Sergei Korowin                                                                               | Sowjetunion | 1933                                                 |
| AK-74 6P20                                                       | Sowjetunion Russland                            |                   | 5,45 × 39 mm                                                  | Michail Timofejewitsch Kalaschnikow Ischmasch                                                | | 1974 1974 bis 1991                                   |
| AK-101                                                           | Russland                                        |                   | 5,56 × 45 mm                                                  | Michail Timofejewitsch Kalaschnikow Ischmasch                                                | Indonesien Fidschi Kenia Uruguay Syrien Serbien | 1994 1995 bis …                                      |
| AK-103                                                           | Russland                                        |                   | 7,62 × 39 mm                                                  | Michail Timofejewitsch Kalaschnikow Ischmasch                                                | Äthiopien Indien Iran Libyen Namibia Pakistan Saudi-Arabien Syrien | 1994 1994 bis …                                      |
| AK-107                                                           | Russland                                        |                   | 5,45 × 39 mm                                                  | Juri Konstantinowitsch Alexandrow Konzern Kalaschnikow (ehemals Ischmasch)                   | Kasachstan | 1990                                                 |
| Ak 5                                                             | Schweden                                        |                   | 5,56 × 45 mm                                                  | Bofors                                                                                       | Schweden Norwegen Tschechien | 1982 1986 bis …                                      |
| AK-47                                                            | Sowjetunion                                     |                   | 7,62 × 39 mm                                                  | Michail Timofejewitsch Kalaschnikow Konzern Kalaschnikow (ehemals Ischmasch)                 | | 1946 bis 1948 1948 bis …                             |
| AKM                                                              | Sowjetunion                                     |                   | 7,62 × 39 mm                                                  | Konzern Kalaschnikow (ehemals Ischmasch) + verschiedene Andere (z. B. Norinco)               | | 1959                                                 |
| AKS-74U AKSU-74 AK-74SU                                          | Sowjetunion Russland                            |                   | 5,45 × 39 mm                                                  | Michail Timofejewitsch Kalaschnikow staatliche Waffenfabrik Tula                             | | 1975 bis …                                           |
| AN-94 6P33                                                       | Russland                                        |                   | 5,45 × 39 mm                                                  | Ischmasch                                                                                    | | 1980 1994 bis 2006                                   |
| ArmaLite AR-18                                                   | Vereinigte Staaten Japan Vereinigtes Königreich |                   | 5,56 × 45 mm                                                  | ArmaLite Hōwa Kōgyō Sterling Armament Company (UK)                                           | Botswana Eswatini Malaysia | 1969 bis 1979                                        |
| AS Wal                                                           | Sowjetunion Russland                            |                   | 9 × 39 mm                                                     | ZNIITotschMasch                                                                              | Georgien | 1987 1987 bis …                                      |
| Awtomat Fjodorowa                                                | Russland Sowjetunion                            |                   | 6,5 × 50 mm HR 6,5 × 55 mm                                    | Wladimir Fjodorow Diverse Rüstungsfabriken                                                   | | 1916 bis 1925                                        |
| Barrett REC7                                                     | Vereinigte Staaten                              |                   | 6,8 × 43 mm 5,56 × 45 mm                                      | Barrett Firearms Company                                                                     | | 2007                                                 |
| Beretta AR70                                                     | Italien                                         |                   | 5,56 × 45 mm                                                  | Beretta                                                                                      | Albanien Burkina Faso Ägypten Honduras Indonesien Indien Jordanien Lesotho Malaysia Mexiko Marokko Nigeria Paraguay Simbabwe                                                       | 1980                                                 |
| Beretta ARX-160                                                  | Italien                                         |                   | 5,56 × 45 mm                                                  | Beretta                                                                                      | | 2007                                                 |
| Bushmaster ACR                                                   | Vereinigte Staaten                              |                   | 5,56 × 45 mm 7,62 × 39 mm 6,8 × 43 mm 6,5 mm Grendel          | Remington Arms Magpul Industries Bushmaster Firearms International                           | Polen | 2006 2009 bis …                                      |
| CAR-15                                                           | Vereinigte Staaten                              |                   | 5,56 × 45 mm (.223 Remington)                                 | Colt Defense ArmaLite                                                                        | Israel | 1965 bis …                                           |
| Cei-Rigotti                                                      | Italien                                         |                   | 7,65 × 53,5 mm                                                | Amerigo Cei-Rigotti                                                                          | | 1890                                                 |
| CETME CETME Model L                                              | Spanien                                         |                   | 5,56 × 45 mm                                                  | CETME                                                                                        | | 1981 1986 bis 1991                                   |
| Colt ACR                                                         | Vereinigte Staaten                              |                   | 5,56 × 45 mm M855 or Duplex                                   | Colt Defense                                                                                 | | 1982                                                 |
| Colt M4 Colt M4 Carbine                                          | Vereinigte Staaten                              |                   | 5,56 × 45 mm                                                  | Colt Defense                                                                                 | | 1991                                                 |
| Daewoo DAR-21 XK8                                                | Südkorea                                        |                   | 5,56 × 45 mm                                                  | Daewoo                                                                                       | | 2000                                                 |
| Daewoo K1                                                        | Südkorea                                        |                   | 5,56 × 45 mm                                                  | Daewoo                                                                                       | Bangladesch Kambodscha Papua-Neuguinea Senegal | 1977 1980 bis …                                      |
| Daewoo K2                                                        | Südkorea                                        |                   | 5,56 × 45 mm                                                  | Daewoo                                                                                       | Bangladesch Kambodscha Ecuador Fidschi Indonesien Irak Libanon Malawi Mexiko Nigeria Nordkorea Papua-Neuguinea Peru Philippinen Senegal Vereinigte Staaten                         | 1977 1984 bis …                                      |
| Daewoo K11                                                       | Südkorea                                        |                   | 5,56 × 45 mm                                                  | Daewoo                                                                                       | | 2000 bis 2008 2010 bis …                             |
| Diemaco C7                                                       | Kanada                                          |                   | 5,56 × 45 mm                                                  | Diemaco Colt Canada                                                                          | Afghanistan Botswana Kanada Dänemark Island Niederlande Norwegen Schweden Vereinigtes Königreich                                                                                   | 1982 bis …                                           |
| FAMAS                                                            | Frankreich                                      |                   | 5,56 × 45 mm                                                  | Société Manufacturière d’Armes                                                               | Kamerun Zentralafrikanische Republik Tschad Dschibuti Gabun Indonesien Elfenbeinküste Libanon Papua-Neuguinea Senegal Serbien Syrien Thailand Vereinigte Arabische Emirate Vanuatu | 1967 bis 1971 1975 bis 2000                          |
| FARA 83                                                          | Argentinien                                     |                   | 5,56 × 45 mm                                                  | FMAP                                                                                         | | 1986 bis 1990                                        |
| FN CAL                                                           | Belgien                                         |                   | 5,56 × 45 mm                                                  | FN CAL                                                                                       | Myanmar Kolumbien Gabun Libanon Mali Palästina Thailand (Royal Police) | 1971 bis 1975                                        |
| FN F2000                                                         | Belgien                                         |                   | 5,56 × 45 mm                                                  | FN CAL                                                                                       | Kroatien Libyen Indien Pakistan Peru Polen Slowenien Saudi-Arabien Spanien Osttimor                                                                                                | 1995 2001 bis …                                      |
| FN FNC                                                           | Belgien                                         |                   | 5,56 × 45 mm                                                  | FN CAL                                                                                       | Bangladesch Belgien Demokratische Republik Kongo Indonesien Libyen Mali Nigeria Sri Lanka Schweden Osttimor Tonga Venezuela El Salvador Vietnam Mongolei                           | 1975 bis 1977 1979 bis 2004                          |
| FN SCAR MK 16                                                    | Belgien                                         |                   | 5,56 × 45 mm 6,8 × 43 mm 7,62 × 39 mm                         | FN CAL                                                                                       | Belgien Frankreich Deutschland Litauen Serbien Vereinigte Staaten Peru Zypern | 2003 2008 bis …                                      |
| FX-05                                                            | Mexiko                                          |                   | 5,56 × 45 mm                                                  | Juan Alfredo Oropeza Garnica Dirección General Industria Militar Mexicana                    | | 2006 2006 bis …                                      |
| MK 556                                                           | Deutschland                                     | --- BILD FEHLT--- | 5,56 × 45 mm NATO                                             | C. G. Haenel                                                                                 | |                                                      |
| HK 33                                                            | Deutschland                                     |                   | 5,56 × 45 mm                                                  | Heckler & Koch                                                                               | Spanien Saudi-Arabien Ecuador Argentinien Brasilien | 1968 1968 bis 2006                                   |
| HK G11                                                           | Deutschland                                     |                   | 4,73 × 33 mm                                                  | Heckler & Koch                                                                               | | 1968 bis 1990                                        |
| HK G36 G36                                                       | Deutschland                                     |                   | 5,56 × 45 mm                                                  | Heckler & Koch                                                                               | | 1992 1997 bis …                                      |
| HK G41                                                           | Deutschland                                     | --- BILD FEHLT--- | 5,56 × 45 mm                                                  | Heckler & Koch                                                                               | Dänemark Italien Spanien Türkei | 1979 1984 bis 1996                                   |
| HK XM29 XM29                                                     | Deutschland Vereinigte Staaten                  |                   | 5,56 × 45 mm 20 × 28 mm                                       | Heckler & Koch Alliant Techsystems                                                           | | 1994 1996 bis 2004 (nur Prototypen)                  |
| HK XM8 XM8                                                       | Deutschland Vereinigte Staaten                  |                   | 5,56 × 45 mm                                                  | Heckler & Koch Alliant Techsystems                                                           | Malaysia | 2002 2003 bis …                                      |
| HK32                                                             | Deutschland                                     |                   | 7,62 × 39 mm                                                  | Heckler & Koch                                                                               | | 1970 1971 (nur Prototypen)                           |
| HK53                                                             | Deutschland                                     |                   | 5,56 × 45 mm                                                  | Heckler & Koch                                                                               | Chile Malaysia Thailand Türkei Vereinigte Staaten | 1968 bis …                                           |
| HK416                                                            | Deutschland                                     |                   | 5,56 × 45 mm                                                  | Heckler & Koch                                                                               | Türkei Tschechien Frankreich Norwegen Malaysia Niederlande Polen Vereinigte Staaten                                                                                                | 2005 bis …                                           |
| HK433                                                            | Deutschland                                     |                   | 5,56 × 45 mm                                                  | Heckler & Koch                                                                               | | 2017                                                 |
| Howa Typ 89 Typ89                                                | Japan                                           |                   | 5,56 × 45 mm                                                  | Hōwa Kōgyō                                                                                   | | 1989 bis …                                           |
| HS Produkt VHS VHS                                               | Kroatien                                        |                   | 5,56 × 45 mm                                                  | HS Produkt                                                                                   | Albanien Bosnien und Herzegowina Irak Syrien Togo | 2003 2009 bis …                                      |
| IMI Galil Galil                                                  | Israel                                          |                   | 5,56 × 45 mm .30 Carbine                                      | Jisrael Galili Yaacov Lior Israel Weapon Industries                                          | Estland Kolumbien Bolivien Botswana Südafrika | 1972 1974 bis …                                      |
| INSAS                                                            | Indien                                          |                   | 5,56 × 45 mm                                                  | Indian State Ordnance Factory Board                                                          | Bhutan Eswatini Nepal Oman | 1980 1994 bis …                                      |
| KAC SR-47                                                        | Vereinigte Staaten                              |                   | 7,62 × 39 mm                                                  | Knight’s Armament Company                                                                    | | 2002 2002 (nur Prototypen)                           |
| Kbk wz. 2002 BIN                                                 | Polen                                           |                   | 5,56 × 45 mm                                                  |                                                                                              | | 2002 2002 bis …                                      |
| Kbk wz. 88 Tantal 5,45-mm karabinek wz. 88                       | Polen                                           |                   | 5,45 × 39 mm                                                  | OBR Radom Fabryka Broni Łucznik                                                              | Irak Syrien | 1981 1989 bis 1994                                   |
| KBP A-91                                                         | Russland                                        |                   | 7,62 × 39 mm 5,56 × 45 mm                                     | Konstruktionsbüro für Gerätebau                                                              | | 1990 1991 bis …                                      |
| Kbs wz. 1996 Beryl                                               | Polen                                           |                   | 5,56 × 45 mm                                                  | Fabryka Broni „Łucznik“                                                                      | | 1995 1997 bis …                                      |
| Khaybar KH2002                                                   | Iran                                            |                   | 5,56 × 45 mm                                                  | Defense Industries Organization                                                              | | 2001 2003 bis 2012                                   |
| M16                                                              | Vereinigte Staaten                              |                   | 5,56 × 45 mm                                                  | Eugene Stoner Colt Defense Fabrique Nationale Herstal                                        | | 1959 1960 bis …                                      |
| M27 M27 IAR                                                      | Vereinigte Staaten                              |                   | 5,56 × 45 mm                                                  | Heckler & Koch                                                                               | | 2009 2010 bis …                                      |
| Norinco Typ 86 Typ 86                                            | Volksrepublik China                             |                   | 7,62 × 39 mm                                                  | Norinco                                                                                      | | 1980 1980 bis 1990                                   |
| OZ-14 Grosa                                                      | Russland                                        |                   | 7,62 × 39 mm (Grosa-1) 9 × 39 mm (Grosa-4)                    | Waleri Telesch und Juri Lebedew ZKIB SOO                                                     | Georgien | 1992 1994 bis …                                      |
| SA80                                                             | Vereinigtes Königreich                          |                   | 5,56 × 45 mm                                                  | Royal Small Arms Factory BAE Systems                                                         | Bolivien Jamaika Mosambik Nepal Papua-Neuguinea Sierra Leone Bermuda Gibraltar Simbabwe                                                                                            | 1980 1984 bis 1994                                   |
| Sako M95                                                         | Finnland                                        |                   | 7,62 × 39 mm 5,56 × 45 mm                                     | Sako                                                                                         | | 1988 1995 bis …                                      |
| Samopal vz. 58 Samopal vzor 58                                   | Tschechoslowakei                                |                   | 7,62 × 39 mm                                                  | Jiří Čermák Česká zbrojovka (Uherský Brod)                                                   | Afghanistan Angola Biafra Burundi Kuba Zypern Eritrea Guatemala Irak Somalia | 1958 1959 bis …                                      |
| SAR-21                                                           | Singapur                                        |                   | 5,56 × 45 mm                                                  | Tuck Wah Chee Felix Tsai Singapore Technologies Kinetics                                     | Botswana Brunei Indonesien Marokko Peru Thailand Sri Lanka | 1999 1999 bis …                                      |
| SIG 540                                                          | Schweiz                                         |                   | 5,56 × 45 mm 7,62 × 39 mm .243 Winchester                     | SIG Combibloc Group                                                                          | Chile Frankreich Portugal Bolivien Burkina Faso Elfenbeinküste Gabun Senegal Seychellen Togo                                                                                       | 1970 1977 bis 2002                                   |
| SIG 550 Stgw 90                                                  | Schweiz                                         |                   | 5,56 × 45 mm                                                  | SIG Combibloc Group                                                                          | Deutschland Frankreich Indien Vereinigte Staaten Vatikanstadt Ägypten | 1980 1986 bis …                                      |
| Sterling SAR-87                                                  | Vereinigtes Königreich                          |                   | 5,56 × 45 mm                                                  | Sterling Armament Company                                                                    | | 1980 1987 bis …                                      |
| Steyr ACR                                                        | Österreich Vereinigte Staaten (experimental)    |                   | 5,56 × 45 mm SCF                                              | Ulrich Zedrosser Steyr Mannlicher                                                            | | 1987 1989 bis 1990                                   |
| Steyr AUG                                                        | Österreich                                      |                   | 5,56 × 45 mm 9 × 19 mm                                        | Horst Wesp, Karl Wagner Karl Möser Steyr Mannlicher                                          | | 1968 1978 bis …                                      |
| Stoner 63 XM-207 XM-22 XM-23                                     | Vereinigte Staaten                              |                   | 5,56 × 45 mm                                                  | Eugene Stoner Knight’s Armament Company                                                      | | 1963 1963 bis 1971                                   |
| Sturmgewehr 44 MP43 MP44 StG.44                                  | Deutsches Reich                                 |                   | 7,92 × 33 mm                                                  | Hugo Schmeisser C. G. Haenel J. P. Sauer & Sohn Steyr Daimler Puch                           | Jugoslawien Deutsche Demokratische Republik Australien Somalia Syrien Vietnam | 1943 1943 bis 1945                                   |
| Sturmgewehr 45 StG.45                                            | Deutsches Reich                                 |                   | 7,92 × 33 mm                                                  | Wilhelm Stähle Mauser                                                                        | | 1944 1945                                            |
| Sudajew AS-44                                                    | Sowjetunion                                     | --- BILD FEHLT--- | 7,62 × 39 mm                                                  | Alexei Iwanowitsch Sudajew                                                                   | | 1943 1944 bis 1945                                   |
| T91 Sturmgewehr 5,56-mm T91 Sturmgewehr                          | Taiwan                                          |                   | 5,56 × 45 mm                                                  | Arsenal 205                                                                                  | Bosnien und Herzegowina Indien Jordanien Kuwait Vereinigte Arabische Emirate Haiti Taiwan                                                                                          | 2001 2003 bis …                                      |
| Tavor TAR-21 TAR-21                                              | Israel                                          |                   | 5,56 × 45 mm                                                  | Israel Weapon Industries                                                                     | Aserbaidschan Brasilien Indien Georgien Philippinen Thailand Zypern | 1991 2000 bis …                                      |
| TKB-408                                                          | Sowjetunion                                     |                   | 7,62 × 39 mm                                                  | German Alexandrowitsch Korobow                                                               | | 1946 1946 bis …                                      |
| TKB-O146                                                         | Sowjetunion                                     |                   | 5,45 × 39 mm                                                  | Igor Stetschkin ZKIB Konstruktionsbüro für Gerätebau                                         | | 1981 / 1994 (Entw. eingestellt)                      |
| TKB-0111                                                         | Sowjetunion                                     | --- BILD FEHLT--- | 5,45 × 39 mm                                                  | German Alexandrowitsch Korobow                                                               | | 1980 / (Entw. eingestellt)                           |
| Typ 56 (Sturmgewehr) Type 56                                     | Volksrepublik China                             |                   | 7,62 × 39 mm                                                  | Norinco                                                                                      | | 1956 1956 bis …                                      |
| Typ 63 (Sturmgewehr) Type 63                                     | Volksrepublik China                             |                   | 7,62 × 39 mm                                                  | PRC government arsenals                                                                      | Albanien Vietnam | 1959 1963 bis 1969                                   |
| Typ 81 (Sturmgewehr) 81                                          | Volksrepublik China                             |                   | 7,62 × 39 mm                                                  | Norinco                                                                                      | Afghanistan Algerien Bangladesch Kambodscha Senegal Tansania Simbabwe | 1971 bis 1981 1983 bis …                             |
| Typ 95 (Sturmgewehr) QBZ-95                                      | Volksrepublik China                             |                   | 5,8 × 42 mm                                                   | Norinco                                                                                      | Laos Kambodscha Myanmar Pakistan Philippinen Ruanda Sudan | 1991 1995 bis …                                      |
| Valmet M76 Rk 76                                                 | Finnland                                        |                   | 5,56 × 45 mm 7,62 × 39 mm                                     | Valmet Tourula-Werke                                                                         | Katar Indonesien | 1975 1976 bis 1986                                   |
| Valmet RK 62 Rk 62                                               | Finnland                                        |                   | 7,62 × 39 mm                                                  | Valmet Tourula-Werke Sako                                                                    | Indonesien Katar Estland Libyen | 1962 1962 bis 1994                                   |
| Vektor CR-21 CR-21                                               | Südafrika                                       |                   | 5,56 × 45 mm                                                  | Vektor                                                                                       | | 1997 1997 (nur Prototypen)                           |
| WAC-47                                                           | Ukraine                                         |                   | 5,56 × 45 mm 7,62 × 39 mm 5,45 × 39 mm 6,8 × 43 mm .458 SOCOM | Marinko Petrović Zastava oružje                                                              | | 2017 2017 bis …                                      |
| Wieger STG 940                                                   | Deutsche Demokratische Republik                 |                   | 5,56 × 45 mm                                                  | VEB Geräte- und Werkzeugbau Wiesa                                                            | Indien Peru | 1985 1985 bis 1990                                   |
| Zastava M21 M21                                                  | Serbien                                         |                   | 5,56 × 45 mm                                                  | Marinko Petrović Zastava oružje                                                              | Bosnien und Herzegowina Kamerun Jordanien Nordmazedonien Peru | 1985 1985 bis 1990                                   |
| Zastava M70 Jurišna puška M90 Puškomitraljez M90 Automat M85     | Jugoslawien                                     |                   | 7,62 × 39 mm                                                  | Zastava oružje                                                                               | Afghanistan Angola Bosnien und Herzegowina Burkina Faso Zentralafrikanische Republik Demokratische Republik Kongo Kroatien Zypern Mazedonien Serbien Slowenien                     | 1959 bis 1968 1970 bis …                             |
| Zastava M85/M90 Jurišna puška M70 Puškomitraljez M72 Automat M92 | Jugoslawien                                     |                   | 5,56 × 45 mm                                                  | Zastava oružje                                                                               | | 1985 bis …                                           |
| Zastava M92                                                      | Serbien                                         |                   | 7,62 × 39 mm                                                  | Zastava                                                                                      | Demokratische Republik Kongo Irak Jordanien Libanon Libyen | 1992 bis …                                           |

## Schnellfeuergewehre
Schnellfeuergewehre unterscheiden sich von Sturmgewehren nur dadurch, dass sie Gewehrpatronen im Gegensatz zu Mittelpatronen verwenden. Sie haben daher eine höhere Reichweite und eine größere ballistische Wirkung, sind aber schwerer als reine Sturmgewehre. Im englischen Sprachraum existiert hierfür der Begriff battle rifle. Im Deutschen wird nicht klar zwischen assault und battle rifle unterschieden und aufgrund dessen werden Schnellfeuergewehre gelegentlich auch als Sturmgewehre bezeichnet.

| Name Mil. Bezeichnung (1)         | Land                           | Bild              | Kaliber           | Konstrukteur (2) Hersteller                                                         | weitere Nutzerstaaten (3) Verbreitung (4)                                                                                | Konstruktionsjahr / Zeitraum Produktionszeitraum (5) |
| --------------------------------- | ------------------------------ | ----------------- | ----------------- | ----------------------------------------------------------------------------------- | --- | ---------------------------------------------------- |
| Armalite AR-10                    | Vereinigte Staaten Niederlande |                   | 7,62 × 51 mm      | Eugene Stoner ArmaLite Artillerie-Inrichtingen                                      | Deutschland Finnland Guatemala Indien Italien Myanmar Nicaragua Kanada Kuba Portugal Rumänien Sudan                      | 1956 bis 1961                                        |
| Beretta BM59                      | Italien                        |                   | 7,62 × 51 mm      | Beretta                                                                             | Algerien Argentinien Bahrain Biafra Eritrea Äthiopien Indonesien Libyen Marokko Nigeria San Marino Somalia               | 1950                                                 |
| CETME CETME Model A CETME Model B | Spanien                        |                   | 7,62 × 51 mm      | CETME Heckler & Koch Instituto Nacional de Industria Empresa Nacional Santa Bárbara | Biafra Republik Kongo Demokratische Republik Kongo Dschibuti Dominikanische Republik Frankreich Äquatorialguinea Libanon | 1949                                                 |
| FN FAL                            | Belgien                        |                   | 7,62 × 51 mm      | Dieudonné Saive FN CAL                                                              | | 1947 bis 1953 1953 bis ...                           |
| FN SCAR MK 17                     | Belgien                        |                   | 7,62 × 51 mm      | FN CAL                                                                              | Belgien Frankreich Deutschland Litauen Serbien Vereinigte Staaten Peru Zypern                                            | 2003 2008 bis ...                                    |
| G1                                | Belgien Deutschland            |                   | 7,62 × 51 mm      | FN CAL                                                                              | Deutschland | 1947 bis 1953 1956 bis 1959                          |
| HK G3 G3                          | Deutschland                    |                   | 7,62 × 51 mm      | Heckler & Koch                                                                      | | 1950 1958 bis ...                                    |
| HK417 G27                         | Deutschland                    |                   | 7,62 × 51 mm      | Heckler & Koch                                                                      | Australien Vereinigtes Königreich Irland Japan Norwegen Frankreich                                                       | 2005 bis ...                                         |
| IMI Galil Galil                   | Israel                         |                   | 7,62 × 51 mm      | Jisrael Galili Yaacov Lior Israel Weapon Industries                                 | Estland Kolumbien Bolivien Botswana Südafrika                                                                            | 1972 1974 bis ...                                    |
| Kel-Tec RFB                       | Vereinigte Staaten             |                   | 7,62 × 51 mm      | George Kellgren Kel-Tec                                                             | | 2003 2008 bis ...                                    |
| M14                               | Vereinigte Staaten             |                   | 7,62 × 51 mm      | Springfield Armory Harrington & Richardson Winchester Thompson-Ramo-Wooldridge      | | 1954 1959 bis 1964                                   |
| MPT-76                            | Türkei                         |                   | 7,62 × 51 mm      | MKEK                                                                                | Aserbaidschan Somalia | 2009 2014 bis ...                                    |
| Robinson Armament XCR-M           | Vereinigte Staaten             |                   | 7,62 × 51 mm      | Robinson Armament                                                                   | | 2004 2006 bis ...                                    |
| SIG 510 Stgw 57                   | Schweiz                        |                   | 7,5 × 55 mm Swiss | Rudolf Amsler SIG Combibloc Group                                                   | Bolivien Chile Monaco Ukraine Zaire                                                                                      | 1950 1957 bis 1983                                   |
| SIG 540                           | Schweiz                        |                   | 7,62 × 51 mm      | SIG Combibloc Group                                                                 | Chile Frankreich Portugal Bolivien Burkina Faso Elfenbeinküste Gabun Senegal Seychellen Togo                             | 1970 1977 bis 2002                                   |
| Simonow AWS-36 AWS-36             | Sowjetunion                    |                   | 7,62 × 54 mm R    | Sergei Gawrilowitsch Simonow Ischmasch                                              | Finnland | 1931 1936 bis 1940                                   |
| Sturmgewehr 58                    | Österreich                     |                   | 7,62 × 51 mm      | FN (Fabrique Nationale) Steyr Daimler Puch (Lizenz)                                 | | 1956 1958 bis 1985                                   |
| TCI M89                           | Israel                         | --- BILD FEHLT--- | 7,62 × 51 mm      | Technical Consulting international (TCI)                                            | | 1985 bis ...                                         |